# 特殊性行為
特殊性行為是與常規的傳統性愛有所不同的人类性行为。 2016年发表的一项研究发现，约三分之一的受访者至少有过一次性欲倒错的性行为，即特殊性行為。 
BDSM 描述一些与性虐恋相關的人類性行為模式。戀物幻想的對象常見的可以是異性穿著的服飾，也可以是人體的某些部位。
學者對「非典型的性興趣、特殊性行為、戀物、性偏離」的定義並沒有共識。人們經常在沒有精確定義的情況下使用該些用語，有時亦會互相代替。